# Семёновский район (Черниговская область)
Семёновский район (укр. Семенівський район) — упразднённая административная единица на северо-востоке Черниговской области Украины. Административный центр — город Семёновка.

## География
Площадь 1470 км².

## История
Казацкая слобода Семёновка была основана полковником Стародубского полка Семёном Ивановичем Самойловичем в 1680 году и названа в честь основателя. Со дня своего основания в 1861 Семёновка была частной собственностью семьи Самойловичей и их потомков.
С 1648 по 1781 год слобода Семёновка входила в состав Стародубской сотни Стародубского полка — крупнейшей по территории и экономическому потенциалу административно-территориальной единицы Гетманщины. С 1781 по 1802 год Семёновка входила в состав Новгород-Северского наместничества.
30 ноября 1960 года к Семёновскому району была присоединена часть территории упразднённого Холминского района.
17 июля 2020 года в результате административно-территориальной реформы район вошёл в состав Новгород-Северского района.

## Демография
Население на 1 января 2006 года — 21 тыс. человек, в том числе в городских условиях проживают около 10 тыс. человек. Всего насчитывается 77 населённых пунктов.

## Исчезнувшие населённые пункты
- Бранок
- Глуховщина
- Девасичи